# Deuxième épître à Timothée
La Deuxième épître à Timothée est un livre du Nouveau Testament, longtemps attribuée à l'apôtre Paul. Elle est adressée à son disciple Timothée.
C'est l'une des trois épîtres pastorales avec la première épître à Timothée et l'épître à Tite.

## Résumé
Après des salutations et une action de grâce (1,1-4), Paul encourage Timothée à raviver sa vocation (1,5-8) pour l'annonce de l'évangile (1,9-11). Pour cela il l'invite à suivre son propre exemple (1,12-14) qu'il illustre par sa situation présente (1,15-18).
Paul lui demande de transmettre sa foi (2,1-2; 2,14-15) malgré les efforts que cela demande (2,3-7) car l'annonce de l'évangile est la source du salut (2,8-13).
Paul le met ensuite en garde contre les vaines querelles théologiques et leurs auteurs (2,14-24), qu'il doit cependant chercher à convaincre (2,26-28). Il l'avertit aussi des moments difficiles qui s'annoncent au sein de l'Église (3,1-9) et des persécutions inévitables  (3,10-13); mais c'est sa foi et la parole de Dieu qui lui permettront de tenir bon ! (3,14-17).
Paul renouvelle son adjuration pour qu'il proclame la parole de Dieu (4,1-5) et lui demande, avant sa mort prochaine (4,6-8), de venir le rejoindre avec Marc (4,9-13).
Après un avertissement contre Alexandre "le forgeron" (4,14-18), il conclut son épître par des salutations (4,19-22).

## Authenticité
Les deux épîtres à Timothée sont considérées comme pseudépigraphes par le consensus historien. 
Seules sept des épîtres attribuées à Paul sont jugées authentiques par la majorité des chercheurs : Rm, 1 Co, 2 Co, Ga, Ph, 1 Th et Phm. On les appelle « épîtres proto-pauliniennes ».
Les autres sont les trois « épîtres deutéro-pauliniennes », rédigées par des disciples directs de Paul (Ép, Col et 2 Th), et enfin les trois « épîtres trito-pauliniennes » ou « pastorales », dues à des disciples plus tardifs (1 Tm, 2 Tm et Tt),.